# Malaysia My Second Home
Le programme Malaysia My Second Home (MM2H) est un programme promu par l'autorité du tourisme de Malaisie et le département de l'immigration de Malaisie, pour permettre aux étrangers de rester en Malaisie pour une période de dix ans. Les étrangers qui remplissent certains critères peuvent présenter une demande, et le demandeur retenu peut amener son conjoint, un enfant non marié de moins de vingt-et-un ans et des parents âgés de plus de 60 ans.